# Rudnia (Czarna Wieś Kościelna)
Rudnia – przysiółek wsi Czarna Wieś Kościelna  w Polsce, położony w województwie podlaskim, w powiecie białostockim, w gminie Czarna Białostocka.
W latach 1975–1998 przysiółek administracyjnie należała do województwa białostockiego.